# Prezydenci Legnicy

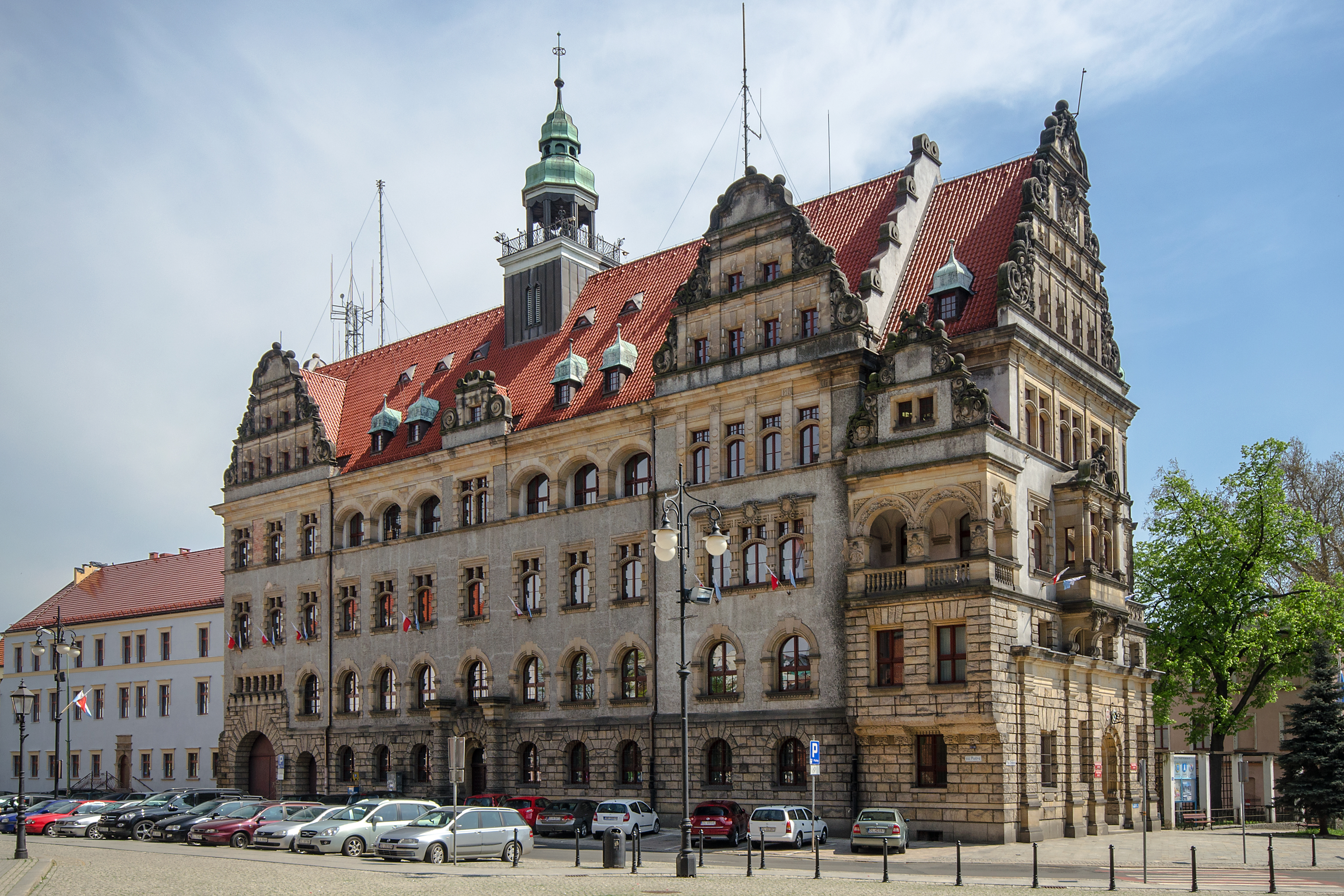
Siedziba prezydenta Legnicy

Prezydent Legnicy od 2002 r. wybierany jest przez mieszkańców miasta w wyborach powszechnych, równych, tajnych i bezpośrednich. Jest organem wykonawczym Legnicy jako jednostki samorządu terytorialnego, a także zwierzchnikiem służbowym pracowników jednostek organizacyjnych oraz zwierzchnikiem legnickich służb, inspekcji i straży.

## Prezydenci Legnicy i Pełnomocnicy Rządu RP w latach 1945–1950
- Władysław Stasierski (1945)
- Karol Myrek (1945)
- Antoni Stupak (1945–1947)
- Wilhelm Szafarczyk (1947–1948)
- Józef Bleszyński (1948)
- Franciszek Nowak (1948–1949)
- Kazimierz Gryglaszewski (1949–1950)

## Przewodniczący Prezydium Miejskiej Rady Narodowej w latach 1950–1973
- Kazimierz Gryglaszewski (1950–1953)
- Janina Hejno (1953–1955)
- Tadeusz Cyborowski (1955–1957)
- Kazimierz Gryglaszewski (1957–1964)
- Antoni Trembulak (1964–1966)
- Józef Hetmański (1966–1969)
- Jan Binek (1969–1973)

## Prezydenci Legnicy w latach 1973–1990
- Edward Wróbel (1973–1975)
- Jan Binek (1975–1979)
- Jerzy Chmielecki (1979–1984)
- Tadeusz Myśliwiec (1984)
- Franciszek Stasiak (1984–1990)
- Tadeusz Myśliwiec (1990)

## Prezydenci Legnicy od 1990 r.
- Tadeusz Pokrywka (1990–1991)
- Edward Jaroszewicz (1991–1994)
- Ryszard Badoń[2] (1994–1995)
- Ryszard Kurek (1995–2002)
- Tadeusz Krzakowski[3] (2002–2024)
- Maciej Kupaj (od 2024)[4]